# 王良旺
王良旺（1940年—），江苏江宁人，中国人民解放军将领、中国人民解放军空军中将。 
1998年，授予中国人民解放军空军中将，曾任空军副司令员。 